# Bidvest Wits FC
Az Bidvest Wits FC egy dél-afrikai labdarúgóklub, melynek székhelye Johannesburgban található. A klubot 1921-ben alapították és az első osztályban szerepel. 
Hazai mérkőzéseit a Bidvest Stadionban játssza. A stadion 5000 fő befogadására alkalmas. A klub hivatalos színei: kék-fehér.